# Route départementale 114 (Yvelines)
Pour les articles homonymes, voir Route départementale 114.
La route départementale 114 ou D114, est un axe nord-sud secondaire du nord-ouest du département des Yvelines.

## Itinéraire
Dans le sens nord-sud, les communes traversées sont :
- Rosny-sur-Seine au croisement avec la route nationale 13 sous le nom « Rue de Villiers » et passe sous l'autoroute A13 ;
- Boissy-Mauvoisin dans la partie nord de la commune ;
- Thiron-Gardais ;
- Saint-Illiers-le-Bois ;
- Villiers-en-Désœuvre, après avoir passé la limite entre l'Eure et les Yvelines.